# USB 허브

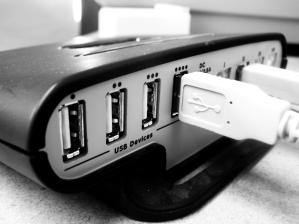
4개의 포트를 지닌 긴 케이블 외부 박스 USB 허브

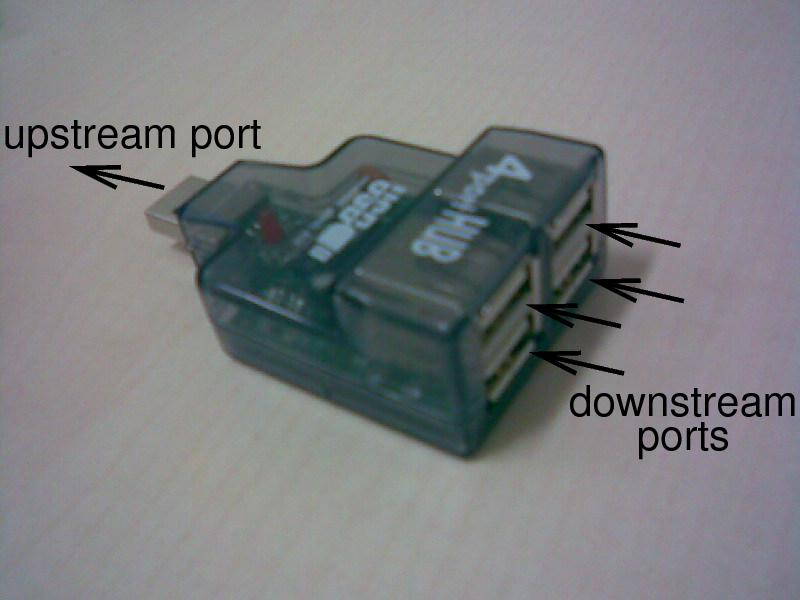
4개의 포트를 지닌 작은 크기의 USB 허브. 업스트림과 다운스트림 포트가 보인다.

USB 허브(USB hub)는 하나의 USB 포트를 여러 개로 확장하여 장치 연결을 위해 더 많은 포트를 호스트 시스템에 사용할 수 있게 하는 장치이다. USB 허브에 연결된 모든 장치들은 해당 허브가 사용할 수 있는 대역을 공유한다.
USB 허브는 컴퓨터, 자판, 모니터, 프린터 따위의 장비에 기본 포함되어 있기도 하다. 이러한 장치가 수많은 USB 포트를 지니고 있으면, 각 포트가 독립적으로 USB 우회를 거치는 것이 아니라, 하나 이상의 외부 USB 허브로부터 연결된다.
물리적으로 구분된 USB 허브는 다양한 폼 팩터로 되어 있다. 긴 케이블이 제공되는 네트워크 허브와 비슷한 모양의 외부 박스 형태에서부터 USB 포트에 직접 연결할 수 있는 조그마한 디자인에 이르기까지 다양하다.

## 물리적 구조
USB 네트워크는 USB 허브에서 파생될 수 있는 USB 포트에 다운스트림으로 연결된 USB 허브를 통해 구축된다. USB 허브는 USB 네트워크를 최대 127개 포트까지 확장할 수 있다. USB 사양에서는 버스 전원 공급(수동) 허브가 다른 버스 전원 공급 허브에 직렬로 연결되지 않도록 요구한다.
공급업체와 디자인에 따라 USB 포트는 간격이 촘촘한 경우가 많다. 결과적으로 장치를 하나의 포트에 연결하면 인접한 포트가 물리적으로 차단될 수 있다. 특히 플러그가 케이블의 일부가 아니지만 USB 플래시 드라이브와 같은 장치에 통합된 경우 더욱 그렇다. 수평 소켓의 수평 배열은 제작하기 쉽지만 플러그 폭에 따라 포트 4개 중 2개만 사용할 수 있다.
포트 방향이 어레이 방향과 수직인 포트 어레이는 일반적으로 막힘 문제가 적은 편이다.

### 길이 제한
저속 USB 1.1 장치의 경우 USB 케이블 길이는 3미터(10피트)로 제한된다. 허브를 활성 USB 리피터로 사용하여 케이블 길이를 한 번에 최대 5미터(16피트)까지 연장할 수 있다. 활성 케이블(특수 커넥터가 내장된 1포트 허브)은 동일한 기능을 수행하지만 엄격하게 버스 전원을 사용하므로 일부 세그먼트에는 외부 전원 공급 USB 허브가 필요할 수 있다.

## 같이 보기
- 도킹 스테이션
- USB 온더고